# Burgundis
Els burgundis foren un poble francès oriental originària d'Escandinàvia, que a partir de l'any 200 va iniciar una migració massiva cap a l'Europa central, seguida pels vàndals, cap a Pomerània (actuals Polònia i nord-est d'Alemanya). Després es va instal·lar a la Gàl·lia, entre els francs i els alamans, a la vora del Rin. La tribu va establir la seva capital a «Borbetomagus» (actual Worms) i va prendre «Mogontiacum» (Magúncia) als romans.
Ptolemeu esmentava als Buguntes, entre el Vístula i el Viadus que probablement foren el mateix poble després conegut com a burgundis. D'aquests Plini diu que fou una branca dels vàndals, com ho foren els varinis, els carinis i els gutons. Altres autors els fan d'arrel romana sorgit de pobles i colons establerts pels romans als "burgi".

## Història
Habitaven entre l'Oder i el Warthe, i van emigrar per no sotmetre's als gots. Uns es van establir a l'illa de Bornholm (Burgundarholm) però el nucli principal va avançar per les terres dels pobles hermions (el conjunt de pobles del qual els sueus eren el principal però en el que figuraven també longobards, semnons, hermundurs i altres) arribant a la Gàl·lia en temps de Probe (276- 282), sent rebutjats, pel que es van establir en l'alt Main, a l'oest dels marcomans
L'any 289 se'ls troba al sud-oest de Germània, on és possible que haguessin anat a petició de l'emperador Valentinià per combatre els alamans, amb els quals estaven en guerra. Els burgundis tenien un exèrcit de vuitanta mil homes, però no se'ls va permetre establir-se més enllà del Rin.
El 363 van tornar a atacar territori imperial a la Gàl·lia i el 406 van travessar el Rin i es van establir a la regió anomenada després Borgonya. Fou el general Estilicó qui va permetre als burgundis establir-se a l'Imperi.
Joví fou proclamat emperador (412) a Magúncia pel rei Guntahar dels burgundis, que l'any anterior havia creuat el Rin, però més tard Aeci va impedir que obtinguessin més territoris. Els burgundis foren derrotats diverses vegades i en una d'elles Guntahar va morir, però van aconseguir assentar-se a la Gàl·lia i es van fer cristians. Al seu establiment de l'oest dels Alps van fundar un regne.
A principis del segle v, els burgundis es van instal·lar pacíficament a la zona de la vall del Roine, en una àrea entre les actuals Suïssa, França i Itàlia, que per ells acabaria prenent el nom de "Burgúndia" (i més endavant evolucionaria a l'actual Borgonya). L'any 534, els francs van derrotar a Gundemar, l'últim dels reis burgundis, i es van annexionar el seu territori després de la batalla de Tolbiac.
Les seves llegendes i sagues, base del Cant dels Nibelungs, editat per primera vegada a l'edat mitjana al Sacre Imperi Romanogermànic, els van donar transcendència mitològica. Com moltes tribus germàniques, es van convertir a l'arrianisme, encara que els catòlics van dominar després de la conversió del rei Gundebald el 500.

## Orígens tribals

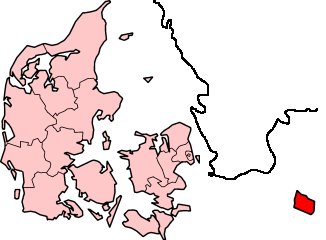
Localització de l'illa de Bornholm.

Les tradicions burgúndies esmentaven un origen escandinau i això troba suport en nombroses proves i evidències arqueològiques (Stjerna), i molts investigadors consideren que aquestes tradicions semblen correctes. Possiblement perquè Escandinàvia estava més enllà de l'horitzó de les primeres fonts romanes, incloent a Tàcit (que només esmenta una tribu escandinava, els suions), no es diu d'elles sobre d'on podrien venir els burgundis. El primer que els cita és Plini el Vell, que els veia com una tribu integrant del poble vàndal i després  Ptolemeu, en la seva obra Geographia, en la segona meitat del segle ii, els cita com a veïns dels semnones. La primera referència romana a la seva procedència és simplement el Rin (entre d'altres, Amià Marcel·lí, XVIII, 2, 15), ja que per a ells els burgundis no eren sinó una altra tribu germànica oriental.
Actualment es creu que els burgundis procedirien de l'illa de Bornholm, ja que cap a l'any 300 la població havia desaparegut en gran part de l'illa. La majoria dels seus cementiris havien deixat de ser utilitzats, i els que encara s'utilitzaven tenien pocs enterraments. El nom de l'illa, en noruec antic, és «Burgundarholmr» («illa dels burgundis») el que corrobora tal procedència. Veseti, en la seva obra Þorsteins saga Víkingssonar, diu que es van assentar en una illa o alzinar, que es deia alzinar de Borgund, és a dir, Bornholm. La traducció d'Alfred el Gran d'Orosi utilitza el nom Burgenda land. El poeta i pioner mitologista Viktor Rydberg (1828-1895), (Our Fathers Godsaga (Els nostres Pares "Godsaga) va afirmar basant-se en una font medieval, Vita Sigismundi, que els burgundis mateixos mantenien tradicions orals sobre el seu origen escandinau.
Les excavacions arqueològiques a Alemanya en els últims cinquanta anys han posat de manifest l'existència de dos emplaçaments burgundis a Germània anteriors al seu contacte amb l'Imperi Romà. S'han donat dues explicacions sobre la seva existència: 
- Novament, que els cronistes romans de les campanyes militars no distingissin als burgundis d'un altre dels pobles germànics, els alamans, en escriure els seus anals.

- Que tal contacte no es produeix perquè els burgundis se separessin de la lliga dels alamans en el moment en què l'Imperi Romà. s'estava afeblint i es trobava en desintegració i ocupessin territoris de les actuals Suïssa, Àustria, del Franc Comtat i dels Alps.

## Primeres relacions amb els romans

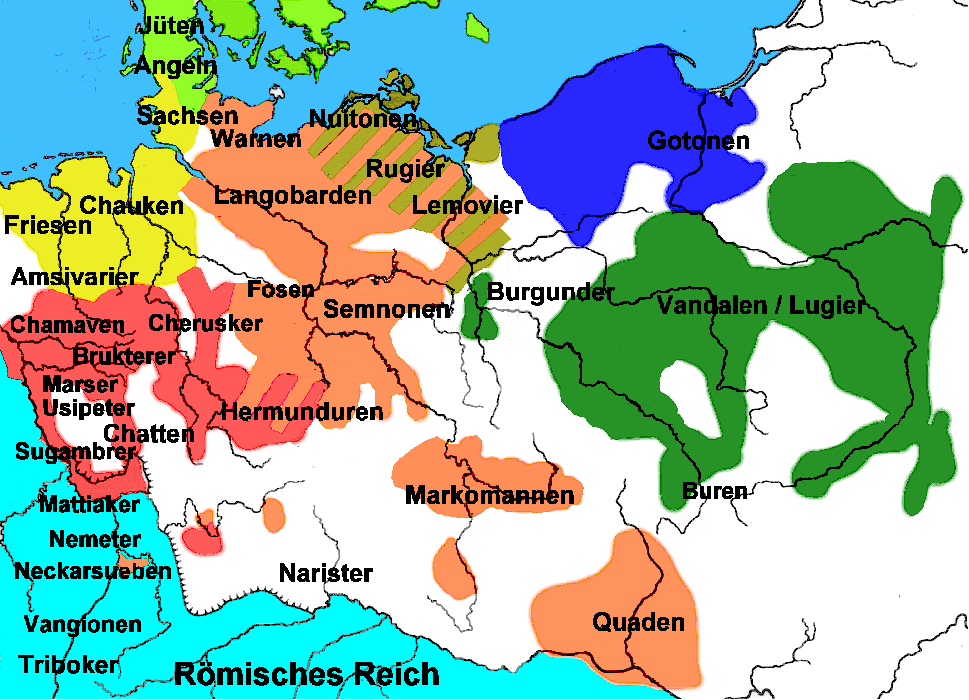
Localització dels burgundis a mitjan segle I dC.

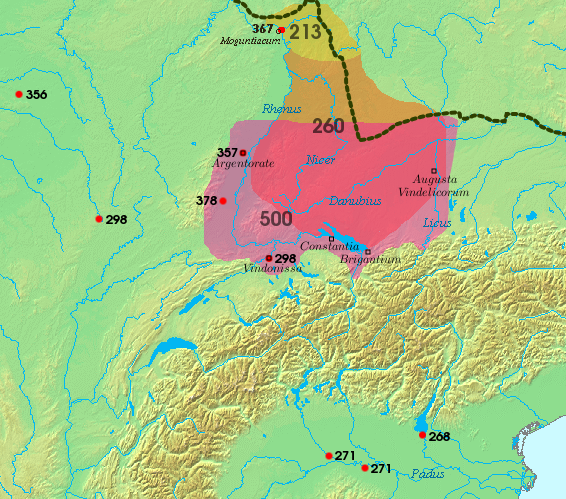
Les regions que van ocupar els alamans i que posteriorment, en desplaçar-se a l'est, van ser ocupades pels burgundis. Les dates assenyalen els enfrontaments contra els romans i la línia negra gruixuda el limes (frontera).

Les primeres migracions burgúndies els van portar a establir-se en el marge esquerre del curs mitjà de l'Oder, encara que algunes tribus van arribar fins a les costes del llunyà Mar Negre. Més tard estarien vivint a la conca del Vístula, d'acord amb Jordanes, l'historiador dels gots de mitjan segle vi. A mitjan segle iii els burgundis havien estat a punt de desaparèixer, derrotats en una batalla per un altre poble que habitava la mateixa zona, els gèpids, que, encapçalats pel seu rei Fastida, gairebé els van aniquilar.
Cap a la dècada del 270 dC els burgundis van començar novament a emigrar i van entrar per primera vegada en contacte amb els romans i cap al final del segle iii, una població prou nombrosa de burgundis havia ocupat les antigues terres abandonades dels alamans en terres del Rin i del Main. El poble alaman havia començat a desplaçar-se cap a l'est, fins a la frontera de l'imperi (limes germànic), que violaven amb certa freqüència per fer incursions en gran part de la Gàl·lia (cap al 259/260), fins que van ser derrotats i es van retirar a l'altra banda de la frontera del Rin Durant gairebé un segle i no van ocasionar més problemes a Roma, però cap a l'any 352 havien recomençat les seves incursions. Al final de l'any 367 van creuar per sorpresa el Rin, atacant i saquejant «Moguntiacum» (Magúncia).
L'any 369, l'emperador Valentinià I va sol·licitar l'ajuda dels burgundis en la seva guerra contra els alamans (Amià Marcel·lí, XXVIII, 5, 8-15), però al final la campanya no es va dur a terme, ja que els romans començaven a veure en l'arribada massiva de guerrers burgundis una amenaça encara més gran. Valentinià va contraatacar a «Solicinium» i amb l'ajuda d'altres pobles els van derrotar pírricament, ja que les baixes de l'exèrcit romà van ser tan nombroses que va haver d'abandonar la idea de continuar la seva campanya contra ells. El 374 els romans van signar la pau amb Macrià, rei dels alamans, que des de llavors es va convertir en un fidel aliat seu. Els següents tres anys Valentinià va reorganitzar les defenses de la frontera del Rin, supervisant personalment la construcció de nombrosos forts.
Al final del segle IV els burgundis van expulsar els alamans de la regió entre el Taunus i el riu Neckar i ells mateixos van aconseguir el Rin aproximadament quatre dècades més tard, els burgundis apareixen de nou. Després de la caiguda en desgràcia i posterior captivitat i execució a Ravenna del general i magister militum romà Estilicó, les tropes visigodes d'Alaric I van tornar a lluitar (406 - 408) contra Roma, acompanyades aquesta vegada per les tribus del nord, que van creuar el Rin i van penetrar a l'Imperi. Entre aquestes tribus es trobaven els alans, els vàndals, els sueus, i, possiblement, els burgundis, que haurien emigrat cap a l'oest i s'haurien establert a la vall del Rin, a la zona propera a «Borbetomagus» (Worms).
Quan l'Imperi Romà es va afeblir, va autoritzar als pobles germànics a assentar-se al seu territori com a «federats» (foederati). Aquests pobles rebien la terra i una part de l'impost sobre la renda a canvi de garantir la seguretat del territori. Entre ells, hi havia els burgundis, que malgrat la seva condició de foederati, semblen haver tingut una relació tempestuosa amb els romans, ja que van irrompre a les regions frontereres i van estendre la seva influència a tot el territori.
Pel que sembla hi va haver de vegades una relació amigable entre els huns i els burgundis. Una costum huna per a les dones els portava a allargar artificialment el crani de les nenes mitjançant forts embenats quan eren només nadons. En algunes tombes germàniques de vegades s'han trobat adorns huns i també cranis femenins tractats d'aquesta manera, a l'oest del Rin, només les tombes burgúndies contenen un gran nombre d'aquests cranis. Els següents anys van veure el naixement del primer regne dels Burgundis al voltant de Worms i la seva posterior destrucció l'any 436. Després, ja dins dels límits de l'imperi, l'any 443 van rebre una regió anomenada Sapaudia (la Savoia actual i gran part de l'altiplà de Suïssa) i es van expandir després a la Burgúndia on van aconseguir establir un segon regne que va ser el més durador i que va abastar més territori. Aquest regne veuria el seu final l'any 534 després de la seva definitiva conquesta pels francs.